# Ischyropsalidoidea
Super-famille
Les Ischyropsalidoidea sont une super-famille d'opilions dyspnois.

## Liste des familles
Selon World Catalogue of Opiliones (22/04/2021) :
- Ischyropsalididae Simon, 1879
- Sabaconidae Dresco, 1970
- Taracidae Schönhofer, 2013
- famille indéterminée
  - † Piankhi Dunlop, Bartel & Mitov, 2012

## Publication originale
- Simon, 1879 : « Les Ordres des Chernetes, Scorpiones et Opiliones. » Les Arachnides de France, vol. 7, p. 1-332.